# أمين يونس
أمين يونس (مواليد 6 أغسطس 1993)، لاعب كرة قدم ألماني من أصل لبناني، يجيد اللعب كلاعب وسط.

## روابط خارجية
- أمين يونس على موقع الاتحاد الدولي (مؤرشف)  (الإنجليزية)
- أمين يونس على موقع الاتحاد الأوربي (الإنجليزية)
- أمين يونس على موقع قاعدة بيانات كرة القدم.إي يو (الإنجليزية)
- أمين يونس على موقع بيانات كرة القدم. دي إي (الألمانية)
- أمين يونس على موقع ناشيونال فوتبول تيمز (الإنجليزية)
- أمين يونس على موقع Soccerway.com (الإنجليزية)
- أمين يونس على موقع عالم كرة القدم.نت (الإنجليزية)
- أمين يونس على موقع AS.com (الإسبانية)